# 10BROAD36

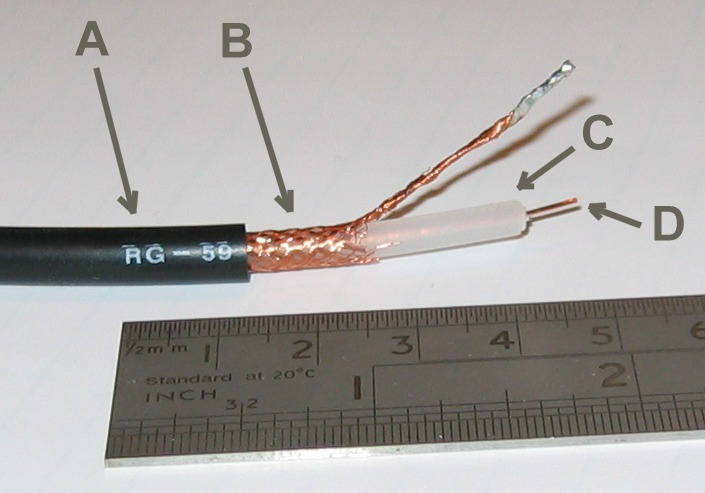
RG-59-Koaxialkabel
A: Außenisolierung aus Kunststoff
B: Außenleiter aus Kupfergeflecht, um eine Aluminiumfolie gewickelt
C: Dielektrikum
D: Mittelleiter (Kupfer)

10BROAD36 ist ein Ethernet-Standard (IEEE 802.3 Clause 11) für 10 Mbit/s Ethernet über ein dem Standard entsprechendes TV-Koaxialkabel mit 75-Ohm Impedanz.
Die Reichweite ohne Verstärker beträgt 3600 Meter. Anders als bei herkömmlichen Ethernet-Varianten, bei denen das Signal im Basisband moduliert ist, verwendete 10BROAD36 ein Verfahren ohne Trägerwelle.
Das System war nicht sehr erfolgreich, da die Kosten für die Hardware sehr hoch waren.